# クック諸島

クック諸島
Kūki 'Āirani（ラロトンガ語）
Cook Islands（英語）

国の標語：なし
国歌：全能なる神よ

註1: 通貨に関して3ドル紙幣と硬貨はクック諸島ドルとして独自のものを有している（通貨の項も参照）。

クック諸島（クックしょとう、英: Cook Islands）は、オセアニア東部、ポリネシア東部にある24の珊瑚環礁と火山島からなる立憲君主制国家。ニュージーランドと自由連合形態をとり、ニュージーランド王国の構成国の一つである。米領サモアとタヒチのあるフランス領ポリネシアの間にある15の島々からなっている。鹿児島県徳之島ほどの面積に約2万人の人々が暮らしている。
主権国家と同等の内政を行い独自の外交を行っているが、国防および外交の最終責任をニュージーランドが有し、国民も同国の市民権（国籍）を保持しており、国家の三要素の内「主権」と「人民」を完全には満たさないため、国家承認していない国が多い。
日本は2011年3月にクック諸島と国交を結び、同国を1つの国であると、193番目の国として承認した。そして、日本に遅れること12年、2023年9月にクック諸島はアメリカとも外交関係を樹立した。
日本からの距離は約8,000km。最も便利なルートは、ニュージーランドのオークランドを経由して行く方法で、成田とクック諸島・ラロトンガの間をニュージーランド航空の経由便がほぼ毎日運航しており、その他にもオーストラリアのシドニー、ロサンジェルス、タヒチ、仏領ポリネシアのパペーテ、そしてハワイのホノルルなどからも直行便が運航している。
気候は一年を通してそれほど変わらない。気温も25～28度前後、11～3月が最も暑く時々雨も降る。服装は完全に夏服。

## 歴史
1770年にジェームズ・クックがヨーロッパ人として初めて発見し、諸島名も彼の名をとって名づけられた。その後1858年にラロトンガ王国が建国され、1888年にイギリスの保護領となった。
1965年、住民はニュージーランド内での内政自治権の獲得を選んだ。同時に軍事および外交部門以外の立法権および行政権をクック諸島政府が有することになった。1901年にニュージーランドが統治するようになって、南の島々と北の島々を統合し、クック諸島を正式名称とした。
国名はキャプテン・クックにちなんで名付けられたものだが、それはロシアの海軍大将が作成した地図で初めて使用されたもので、クックの訪問から半世紀が過ぎていた。この地域がヨーロッパ人によって最初に確認されたのは、キャプテン・クックの来航より200年ほども以前のことであり、クック諸島と命名されるまではそれぞれ別の名前で呼ばれていた。
1973年のニュージーランドとの共同宣言で、独自に諸外国と外交関係を持つ権利が認められる。

## 地理

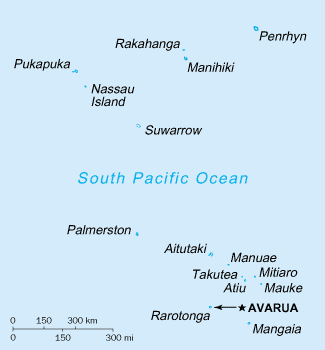
クック諸島の地理

太平洋に点在する15の主要な島からなり、北部の諸島に6つの環礁、南部の諸島に珊瑚礁で囲まれた7つの火山島と2つの環礁がある。また、行政区画には州や県に相当するものはないが、島や環礁で分類されている。

### 北クック諸島
- ペンリン環礁
- マニヒキ環礁
- プカプカ環礁
- ラカハンガ環礁
- ナッソー島
- スワロー環礁

### 南クック諸島
- ラロトンガ島
- マンガイア島
- アチウ島
- ミチアロ島
- マウケ島
- アイツタキ環礁
- マヌアエ環礁
- パーマストン環礁
- タクテア島

アイツタキ環礁は美しいラグーンがある。気候は熱帯で、11月から3月までの間がサイクロンのシーズンである。

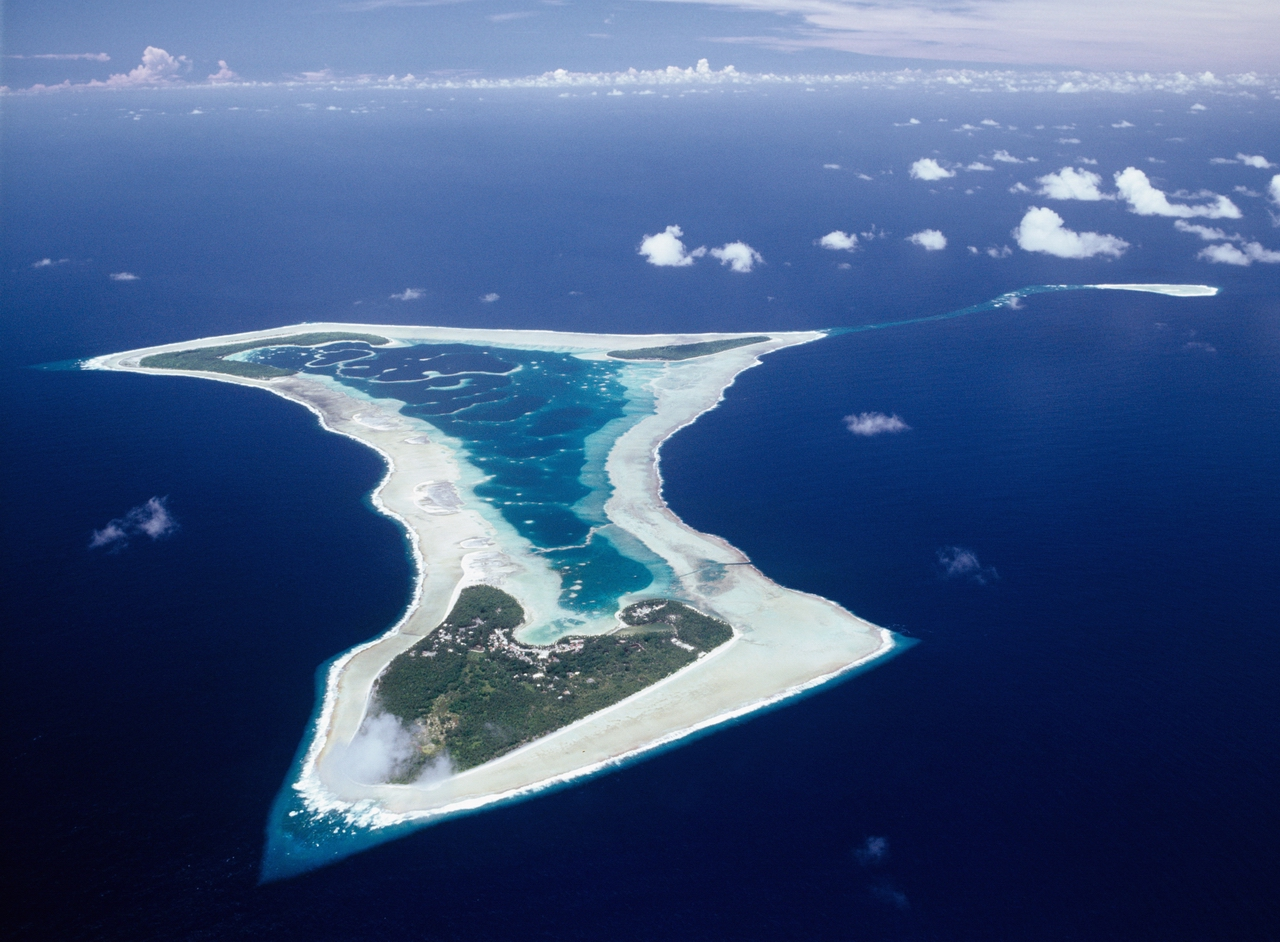
プカプカ環礁

## 政治
立憲君主制であり、元首はクック諸島を含むニュージーランド王国（ニュージーランドとは別概念）のニュージーランド国王。発足時はエリザベス2世が女王だったが、現在はチャールズ3世に引き継がれた。ニュージーランド王国全体を管轄する総督とは別途置かれる国王名代が島内で国王大権を代行する。行政は首相を長とし、議会は一院制を取り任期4年で24議席である。
国民はニュージーランドの市民権およびパスポートを有し、ニュージーランド人としての権利を持つ。ニュージーランド政府は自国の財政難のため、早期の自立を求めているが、権利を利用したクック諸島からニュージーランドへの出稼ぎ労働者が多数いるため、クック諸島政府は消極的である。
2023年5月20日、日・クック諸島首脳会談が開催され、岸田文雄内閣総理大臣は、G7広島サミットアウトリーチ会合出席のため訪日中のマーク・ブラウン・クック諸島首相（Hon. Mark BROWN，Prime Minister of the Cook Islands）と会談を行った。

## 経済

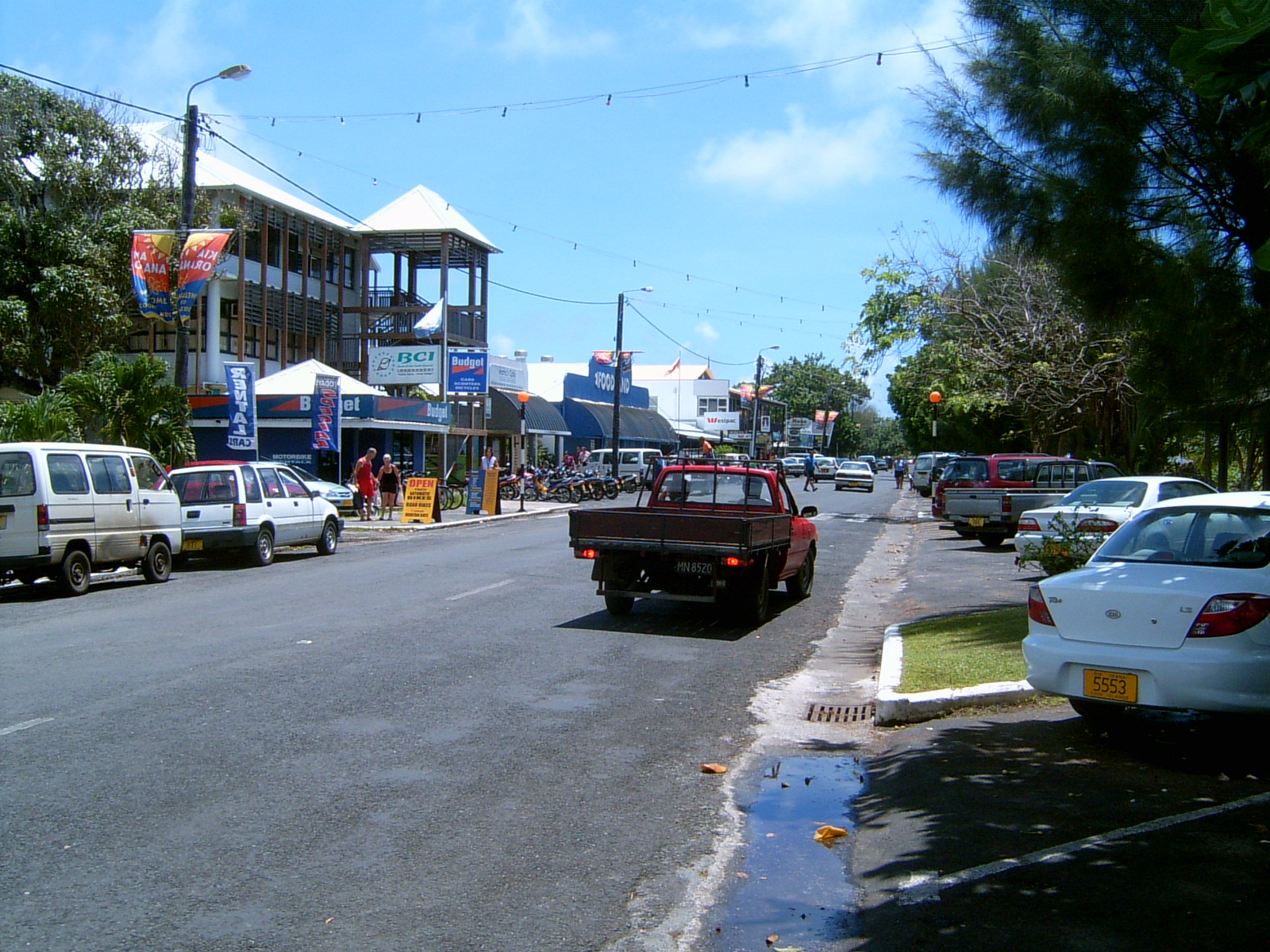
首都アバルア

経済はその多くをニュージーランド、豪州からの経済援助と両国に住む移民からの仕送りに依存している。
1980年代、90年代は背伸びをし、政府事業を拡大し、対外負債を累積させたが、90年代半ばからの公務員の大幅削減、政府資産の売却、経済運営の強化、観光促進、債務リストラ協定の締結などによる大胆な改革により窮地を脱した。小規模ながら順調な観光産業と広大な排他的経済水域（EEZ）を基に黒真珠の養殖を中心とした水産業の育成に重点を置いている。
主な産業は観光業で、その他にマグロやノニジュースの日本への輸出、養殖真珠、パパイヤの輸出などを行っている。コプラと柑橘果実の輸出が経済を支え、製造業は果実加工、衣料品、ハンドクラフトに限定されている。
大島渚が監督した映画『戦場のメリークリスマス』はラロトンガ島で撮影された。
また、2000年の映画『キャスト・アウェイ』の劇中では、クック諸島の南方600マイルに位置する無人島に、主人公が漂着する設定となっていた。

### 通貨
法定通貨には、ニュージーランド・ドルとクックアイランド・ドルの2種類があるが、両通貨の価値は等価(at par)であることから、銀行や店舗での通貨表示は、ニュージーランド・ドルが主に使用されている。また、国内で流通する紙幣は主にニュージーランド・ドルであるが、硬貨は両方の通貨が流通している。
クックアイランド・ドルの紙幣は、流通量が少なく、土産物として売られているほか、現行の紙幣は銀行でニュージーランド・ドルと額面で交換できる。また、主に海外のコレクター向けにプレミアム価格で記念硬貨が発行されている。2004年にサンリオの依頼によって日本国内向けのハローキティ金貨・銀貨が、2013年には松本零士画業60周年を記念した『銀河鉄道999』の金貨・銀貨が、2018年にも手塚治虫生誕90周年記念の100クックアイランド・ドル銀貨が発行されている。発注者は主にインペリアル・エンタープライズ。

### 郵便
1892年から独自の切手を発行している。万国郵便連合 (UPU) にはニュージーランドの一部として加盟している。

## 国民
ポリネシア系マオリ人が91%を占め、残りは混血のポリネシア人や白人。
公用語は英語とポリネシア諸語のクック諸島マオリ語。レストランの表記も基本は英語なので比較的分かり易い。大多数の国民は英語も話せる。
宗教は敬けんなクリスチャンが多くキリスト教が97.8%を占め、そのうちプロテスタントのクック諸島教会派が69%で、残りがカトリックである。

## 交通

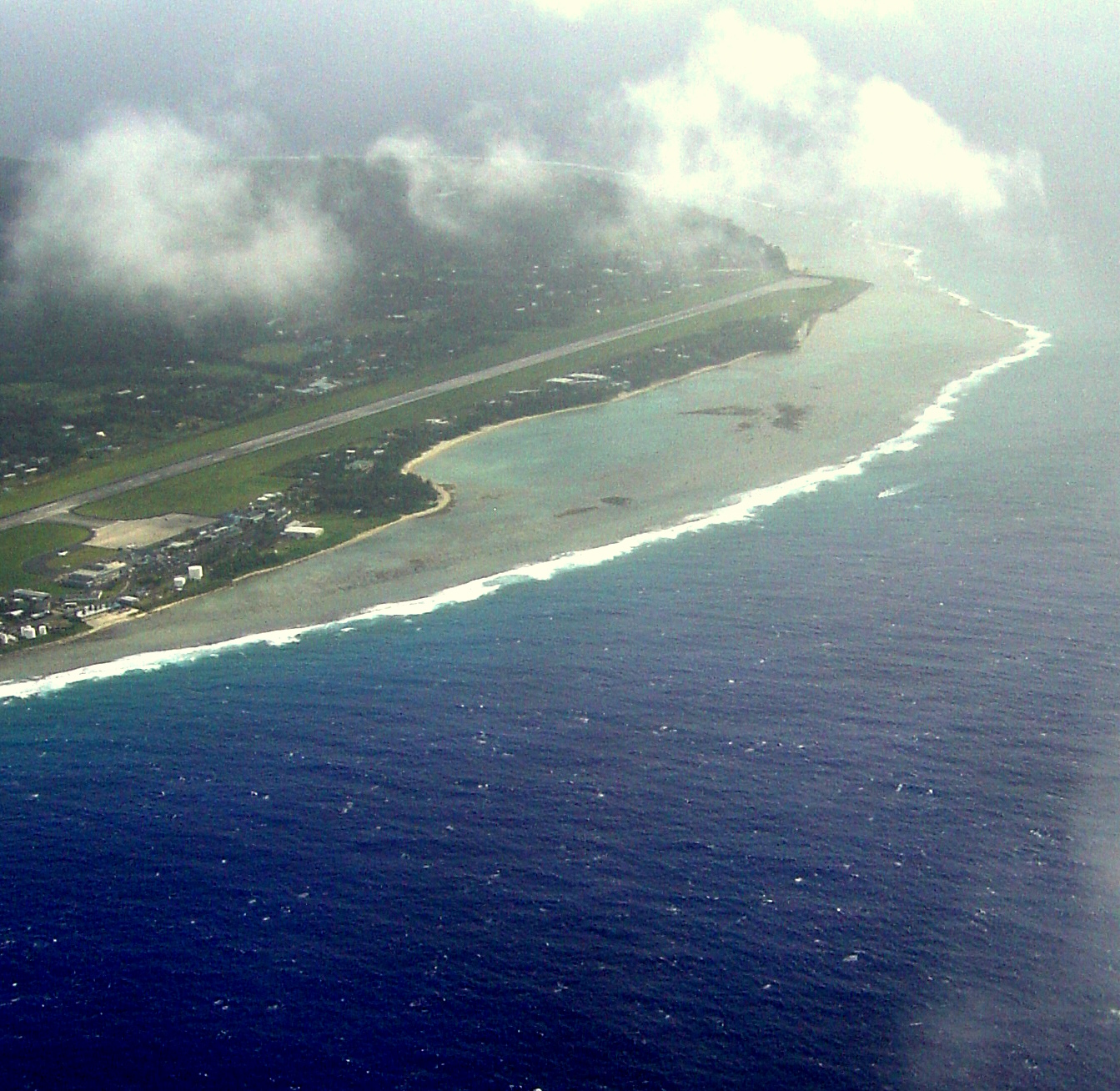
ラロトンガ国際空港

ラロトンガ島にラロトンガ国際空港があり、ニュージーランド航空がオークランドから、ハワイアン航空がホノルルから、ラロトンガ航空がクック諸島内とタヒチのエアタヒチがパペーテのファアア国際空港への国際線を運航している。
ニュージーランド本土からクック諸島間は、2000キロ以上離れている。

### 観光
観光客が訪れることが多いのは、首都アバルアやクック諸島の玄関口「ラロトンガ国際空港」があるラロトンガ島と、ラロトンガから飛行機で約50分の絶景ビーチが広がるアイツタキ島の2つ。
アイツタキ島だけでなくラロトンガ島もであるが、ホテルの周りにはコンビニエンスストアなどがない。ラロトンガの中心地アバルアにはスーパーもあって最低限の買い物は可能だが、アイツタキの唯一の町アルタンガには小さな商店があるだけである。ひたすら何もしない贅沢な時間を求める観光客が訪れ、最大の産業となっている。観光地化されていない美しい島々とサンゴ礁から「最後の楽園」とも呼ばれている。

### 治安
クック諸島はとても安全な国である。人は穏やかで犯罪も少なく、 女性や子供のいる家族も安心。危険な動物や毒をもった虫などは一切いない。ラロトンガには24時間開いている総合病院がある。

### 時差
日本との時差は、-19時間で日本が19時間進んでいる。 ちなみに、ニュージーランドとクックの時差は、-22時間（ニュージーランドのサマータイム中は23時間）

## 外交関係

クック諸島の外交関係
クック諸島
クック諸島と外交関係を有する国
クック諸島と領事関係を有する国

2001年以降諸外国との外交関係の樹立を積極化させている。現在は、国連加盟48か国およびバチカン、欧州連合と外交関係を締結している。日本は2011年3月25日にクック諸島を国家として承認し、同年6月の首相夫妻来日を機に外交関係を開設した。
クック諸島は世界保健機関や国際連合食糧農業機関などの国際機関に正式加盟している。イギリス連邦では正式メンバーではないが、「ニュージーランドとの自由連合にある自治国」という地位で活動に参加している。また君主を同じくする国（英連邦王国）では、ニュージーランドをはじめオーストラリアやパプアニューギニアなどとの国交はあるが、イギリスとの直接の国交はない。日本は2011年3月25日にクック諸島を国家として承認した。2011年6月15日、ヘンリー・プナ首相夫妻が来日。
クック諸島との外交関係を持っている国は次のとおり（末尾に外交関係が結ばれた年月日を示した）。 アメリカ合衆国と パナマは領事関係のみ。
アメリカのバイデン大統領は2023年9月25日の太平洋諸島フォーラムでクック諸島との外交関係樹立を発表した。
オセアニア
クック諸島はオセアニアにある全ての国家と外交関係を結んでいる。
-  ニュージーランド* 1993年8月4日
-  オーストラリア* 1994年1月25日
-  ナウル 1994年
-  パプアニューギニア 1995年7月
-  フィジー* 1998年7月14日
-  キリバス 2013年9月3日
-  マーシャル諸島 2013年9月3日
-  パラオ 2013年9月3日
-  サモア 2013年
-  ソロモン諸島 2013年
-  ツバル 2013年
-  バヌアツ 2013年
-  ニウエ 2013年
-  トンガ 2014年11月18日
-  ミクロネシア連邦 2014年9月24日

ヨーロッパ
-  欧州連合 2001年1月23日
  -  ポルトガル* 1995年8月12日
  -  スペイン 1998年1月29日
  -  フランス 2000年2月15日
  -  ドイツ* 2001年9月11日
  -  イタリア* 2002年2月11日
  -  ベルギー* 2005年4月6日
  -  アイルランド 2008年
  -  チェコ 2009年
  -  オランダ 2011年8月16日

-  ボスニア・ヘルツェゴビナ* 1996年4月10日
-  ノルウェー 1998年5月6日
-  バチカン* 1999年4月29日
-  スイス 2005年
-  モナコ 2007年
-  コソボ 2015年5月18日

アジア
-  マレーシア 1992年5月2日
-  中国* 1997年6月25日
-  インド 1998年
-  東ティモール* 2002年8月17日
-  タイ* 2005年4月
-  日本* 2011年6月16日
-  フィリピン 2011年12月12日
-  シンガポール 2012年8月6日
-  韓国 2013年2月22日
-  ベトナム 2022年4月26日

中東
-  イラン* 1996年5月1日
-  イスラエル* 2008年
-  トルコ 2008年4月9日

アメリカ
-  キューバ* 2002年9月2日
-  ジャマイカ 2003年5月15日
-  ブラジル 2015年8月21日

アフリカ
-  南アフリカ共和国* 1996年2月9日

*: 大使を置いている、または合意して大使館を準備中の国。

## スポーツ
クリケットは人気スポーツである。長い歴史があり、ラロトンガクリケットクラブは1910年に登録された最初のクリケットクラブである。クック諸島クリケット協会は2000年に国際クリケット評議会に加盟した。